# Ngũ lang Bát Quái Côn
Ngũ Lang Bát Quái Côn là một phim Hồng Kông được sản xuất năm 1983 bởi công ty Thiệu Thị Huynh Đệ, đạo diễn bởi Lưu Gia Lương và vai chính là Lưu Gia Huy và cũng là phim cuối cùng có sự góp mặt của Alexander Phú Thanh. Phim được phát hành dưới tên The Invincible Pole Figher bên ngoài thị trường Hồng Kông và Invincible Pole Fighter ở thị trường Bắc Mỹ.
- Alexander Phú Thanh qua đời trong một tai nạn xe hơi trước khi quá trình làm phim "Ngũ lang bát quái côn" hoàn tất. Kịch bản đã được viết lại sau cái chết của anh và nhân vật của Phú Thanh đã không còn là nhân vật chính theo kịch bản cũ nữa. (Poster trên trang chính là hình ảnh của Alexander Phú Thanh, người lẽ ra là nhân vật chính trong bộ phim)

Bộ phim được dự trên huyền thoại "Dương Gia Tướng"

## Tình Tiết
Với sự giúp đỡ của tên phản tặc Phan Mỹ, vốn là Quốc trượng của triều đại nhà Tống, người Khiết Đan đã thống lĩnh đội quân Liêu Quốc đánh bẫy và tiêu diệt thành công Thống soái Dương Nghiệp và bảy đứa con trai của ông tại bãi Kim Khê. Dương Nghiệp và các con trai, người bị giết, người bị bắt, chỉ duy nhất con trai thứ năm và thứ sáu là chạy thoát. Người con trai thứ sáu trở về nhà, nhưng hoàn toàn bị sang chấn tâm lý và sốc trước những sự kiện đã trải qua nơi sa trường. Trong lúc đó, người con trai thứ năm tìm nơi trú ẩn tại Thanh Lương Tự trên núi Ngũ Đài Sơn. Nhưng trụ trì của Thanh Lương Tự không cho rằng anh đủ tĩnh tâm để trở thành đệ tử phật môn.Vì không được mang vũ khí vào tự, nên anh đã sử dụng kĩ năng với thương để luyện tập với gậy, và cuối cùng tạo ra kĩ thuật bát quái côn độc nhất vô nhị. Khi cuối cùng anh cũng đã có thể trút được nỗi căm hận cũng như bỏ lại quá khứ của mình, thì có tin dữ rằng quân Khiết Đan đã bắt giữ tiểu muội, Dương Bát Muội, người đang đi tìm anh. Giờ, anh phải phá bỏ lời thề với đức Phật (bao gồm không sát sinh và không màng tới thế sự) để cứu Bát Muội và trả món nợ "thâm thù huyết hải"!

## Diễn Viên
Lưu ý: Tên diễn viên được phiên âm theo tiếng Quảng Đông.
| Cast             | Role                               | Description                                    |
| ---------------- | ---------------------------------- | ---------------------------------------------- |
| Lily Li          | Se Choi-fa                         | "Taai-gwan", Yeung Yip's wife                  |
| Wong Yue         | Yeung Ping                         | "Daai-long", Yeung Yip's 1st son               |
| Lau Kar-wing     | Yeung Ding                         | "Yi-long", Yeung Yip's 2nd son                 |
| Mak Tak-law      | Yeung On                           | "Saam-long", Yeung Yip's 3rd son               |
| Hsiao Ho         | Yeung Fai                          | "Sei-long", Yeung Yip's 4th son                |
| Gordon Liu       | Yeung Dak                          | "Ng-long", Yeung Yip's 5th son                 |
| Alexander Fu     | Yeung Chiu                         | "Luk-long", Yeung Yip's 6th son                |
| Cheung Chin-pang | Yeung Zi                           | "Chat-long", Yeung Yip's 7th son               |
| Kara Hui         | Yeung Kei                          | "Baat-mui", Yeung Yip's daughter and 8th child |
| Yeung Jing-jing  | Yeung Ying                         | "Gau-mui", Yeung Yip's daughter and 9th child  |
| Lam Hak-ming     | Pun Mei                            | Song dynasty general                           |
| Wang Lung-wei    | Ye-leut Lin                        | Liao dynasty prince                            |
| Chu Tiet-woh     | Gun Kwai                           | Liao dynasty general                           |
| Ko Fei           | abbot of the Ching-leung Monastery |                                                |
| Ching Chu        | Master Ji-hung                     | senior monk at the Ching-leung Monastery       |
| Lau Kar-leung    | hunter                             |                                                |

## Giải thưởng và Đề cử
1985 - Giải thưởng phim xuất sắc Hồng Kông lần thứ 4
- Đề cử - Lưu Gia Lương, chỉ đạo võ thuật xuất sắc nhất.

## Các nguồn khác
- Eight-Diagram Pole Fighter Lưu trữ ngày 3 tháng 3 năm 2016 tại Wayback Machine at Hong Kong Cinemagic
- Eight-Diagram Pole Fighter trên Internet Movie Database
- Eight-Diagram Pole Fighter tại AllMovie